# Кривошеевка (Луганская область)
Кривошеевка (укр. Кривошиївка) — село, относится к Сватовскому району Луганской области Украины.
Население по переписи 2001 года составляло 209 человек. Почтовый индекс — 92630. Телефонный код — 6471. Занимает площадь 0,844 км². Код КОАТУУ — 4424082504.

## Местный совет
92620, Луганська обл., Сватівський р-н, с. Куземівка, вул. Молодіжна, 7  (укр.)